# Шероховатый бычерыл
Шероховатый бычерыл (лат. Rhinoptera adspersa)  — вид хрящевых рыб рода бычерылов семейства орляковых скатов отряда хвостоколообразных надотряда скатов. Эти скаты обитают в тропических водах восточной части Индийского и западной части Тихого океанов. Максимальная зарегистрированная длина 99 см. Грудные плавники этих скатов срастаются с головой, образуя ромбовидный диск, ширина которого превосходит длину. Рыло массивное, плоское, передний край почти прямой с выемкой посередине. Тонкий хвост длиннее диска. 
Подобно прочим хвостоколообразным шероховатые бычерылы размножаются яйцеживорождением. Эмбрионы развиваются в утробе матери, питаясь желтком и гистотрофом. Эти скаты представляют незначительный интерес для коммерческого промысла.

## Таксономия
Впервые вид был научно описан в 1841 году. Голотип представляет собой самку длиной 93 см, пойманную в Индийском океане. Видовой эпитет происходит от слова лат. adspersus — «окроплённый». В справочнике пластиножаберных 1999 года валидность вида подвергается сомнению.

## Ареал
Шероховатые бычерылы обитают у берегов Индии, Малайзии и Ост-Индии.

## Описание
Грудные плавники шероховатых бычерылов, основание которых расположено позади глаз, срастаются с головой, образуя ромбовидный плоский диск, ширина которого превышает длину, края плавников имеют форму заострённых («крыльев»). Голова широкая с расставленными по бокам глазами и двумя шишковидными лопастями на рыле. Эти скаты отличаются от прочих хвостоколообразных выступами переднего контура хрящевого черепа и субростральным плавником с двумя лопастями. Позади глаз расположены брызгальца. Кнутовидный хвост длиннее диска. На вентральной поверхности диска имеются 5 пар жаберных щелей, рот и ноздри. Зубы образуют плоскую трущую поверхность. Максимальная зарегистрированная длина 99 см.

## Биология
Подобно прочим хвостоколообразным шероховатые бычерылы относятся к яйцеживородящим рыбам. Эмбрионы развиваются в утробе матери, питаясь желтком и гистотрофом. На этих скатах паразитируют цестоды Eniochobothrium qatarense.

## Взаимодействие с человеком
Шероховатые бычерылы представляют незначительный интерес для коммерческого промысла. Международный союз охраны природы ещё не оценил охранный статус данного вида.